# موج ۲
«موج ۲» (انگلیسی: Dhoom ۲) یا انفجار ۲ فیلمی هندی در سبک سرقت است که در سال ۲۰۰۶ منتشر شد. از بازیگران آن می‌توان به هریتک روشن، آیشواریا رای، آبیشک باچان، بیپاشا باسو و ریمی سن اشاره کرد.
داستان از این قرار است که دو مأمور خبره به نام‌های جی و علی مسئول دستگیری یه سارق حرفه ای و بین‌المللی که به آقای A هرتیک روشن می‌شوند و برای این کار دختری دزد به نام سونری آیشواریا رای که دزدی باهوش اما خرده‌پا بوده را به شرط آزادی برای سرگرم کردن آقای A استخدام می‌کنند اما اوضاع بر وفق مراد پیش نمی‌رود و سونری عاشق آقایA می‌شود… این فیلم پر فروش‌ترین فیلم سال شد و در زمان خودش تبدیل به پر فروش فیلم تاریخ هند شد

## داستان
در قطاری که تاج ملکه انگلیس قرار دارد سروکله یک دزد ماهر به نام آقای اِی (هرتیک روشن) پیدا می‌شود و تاج را می‌دزدد. جی دیکشیت (آبیشک باچان) و علی‌اکبر (اودای چوپرا) به کمک شونالی بوز (بیپاشا باسو) سعی می‌کنند آقای اِی را دستگیر کنند. ولی آقای اِی با زیرکی از دست آنها فرار می‌کند. شونالی بعد از فرار آقای اِی تصمیم برگشت به کشور خودش را می‌کند ولی متوجه می‌شود که آقای اِی تصمیم به دزدی شمشیری طلا می‌کند که در آنجا با دزدی دیگر آشنا می‌شود. دزد دختری زیبا و باهوش به نام سونری (آیشواریا رای) است. که به آقای ای پیشنهاد همکاری می‌دهد و آقای ای قبول می‌کند که سونری همکارش باشد. ولی بعد معلوم می‌شود سونری به جی کمک می‌کند ولی آقای ای چیزی نمی‌داند سونری و آقای ای به رریودوژانیو می‌روند و علی و جی دنبال آنها می‌کنند. در آنجا علی با خواهر دوقلوی شونالی، مونالی آشنا می‌شود و به او پیشنهاد ازدواج می‌دهد. آقای ای اسم اصلی اش که آریان است به همراه صورت اصلی اش یه سونری نشان می‌دهد و سونری پی می‌برد که عاشق آریان شده‌است و آریان نیز می‌فهمد که سونری برای جی کار می‌کند و به دلیل علاقه ای که به او دارد او را می‌بخشد. در آخر جی با آریان درگیر می‌شود و سونری آریان را می‌کشد. سه ماه بعد جی به دیدن سونری می‌رود و می‌بیند آریان زنده است و با سونری ازدواج کرده‌است، آریان را می‌بخشد و به هند بر می‌گردد.